# المجلس الأعلى للسلطة القضائية
المجلس الأعلى للسلطة القضائية بمقتضى دستور 2011 هو المؤسسة الدستورية التي خولها المشرع تدبير شؤون القضاة والسهر على توفير الضمانات الممنوحة لهــم في إطار القانون تكريسا منه لـمبدأ استقلال القضاء ولتحقيق عدالة فعالة ونزيهة.

## تأليف المجلس
تطبيقا لأحكام الفصل 115 من الدستور، يتألف المجلس من:
- الرئيس الأول لمحكمة النقض، رئيسا منتدبا؛
- الوكيل العام للملك لدى محكمة النقض؛
- رئيس الغرفة الأولى بمحكمة النقض؛
- أربعة ممثلين لقضاة محاكم الاستئناف، ينتخبهم هؤلاء القضاة من بينهم؛
- ستة ممثلين لقضاة محاكم أول درجة، ينتخبهم هؤلاء القضاة من بينهم؛
- الوسيط؛
- رئيس المجلس الوطني لحقوق الإنسان؛
- خمس شخصيات يعينها الملك، مشهود لها بالكفاءة والتجرد والنزاهة، والعطاء المتميز في سبيل استقلال القضاء وسيادة القانون؛ من بينهم عضو يقترحه الأمين العام للمجلس العلمي الأعلى.[3]

### التنظيم الهيكلي للمجلس

التنظيم الهيكلي للمجلس الأعلى للسلطة القضائية

## أعضاء المجلس
طبقا لأحكام الفصل 115 من الدستور، قام الملك محمد السادس، رئيس المجلس الأعلى للسلطة القضائية، وضامن استقلال السلطة القضائية، يومه الخميس، 8 رجب 1438 هـ الموافق لـ6 أبريل 2017 مـ، بالقصر الملكي بالدار البيضاء، باستقبال وتعيين أعضاء المجلس الأعلى للسلطة القضائية.
| صورة | الإسم             | الصفة                              |
| --- | ----------------- | ---------------------------------- |
| | مصطفى فارس        | الرئيس الأول لمحكمة النقض          |
| | مَحمد عبد النباوى  | الوكيل العام للملك لدى محكمة النقض |
| | عبد العلي العبودي | رئيس الغرفة الأولى في محكمة النقض  |
| | أمينة بوعياش      | رئيسة المجلس الوطني لحقوق الإنسان  |
| | محمد بنعليلو      | وسيط المملكة                       |
| الشخصيات الخمس المعينة من طرف الملك |                   |                                    |
| ” طبقا لأحكام الفصل 115 من الدستور، استقبل مولانا أمير المؤمنين، صاحب الجلالة الملك محمد السادس، نصره الله، رئيس المجلس الأعلى للقضاء، يومه الإثنين 22 مارس 2021، بالقصر الملكي بفاس، الأعضاء الخمسة بالمجلس الأعلى للسلطة القضائية، الذين يخول الدستور لجلالته حق تعيينهم بهذه المؤسسة الدستورية. ويتعلق الأمر بكل من : • أحمد غزالي و محمد أمين بنعبد الله، اللذين تفضل جلالة الملك بإعادة تعيينهما أعضاء بالمجلس؛ • ومحمد زاوك، ومحمد نصار، وخالد لعرايشي، الذين عينهم جلالته كأعضاء جدد بهذا المجلس. |                   |                                    |
| | أحمد الخمليشى     | أحمد الغزلي                        |
| | محمد الحلوي       | محمد أمين بنعبد الله               |
| | هند أيوبي إدريسي  |                                    |
| ممثلي هيئة قضاة محاكم الإستئناف |                   |                                    |
| | ماجدة الداودي     | الحسن أطلس                         |
| | حسن جابر          | ياسين مخلي                         |
| ممثلي هيئة قضاة محاكم أول درجة |                   |                                    |
| | عائشة الناصري     | فيصل شوقي                          |
| | حجيبة البخاري     | محمد جلال الموسوي                  |
| | عادل نظام         | عبد الكريم الأعزاني                |

## النصوص القانونية المنظمة لعمل المجلس
- مقتطفات من الدستور : الباب السابع: السلطة القضائية، الفصول من 107 إلى 128
- القانون التنظيمي رقم 100.13 المتعلق بالمجلس الأعلى للسلطة القضائية
- القانون التنظيمي رقم 106.13 المتعلق بالنظام الأساسي للقضاة
- النظام الداخلي للمجلس الأعلى للسلطة القضائية
- مرسوم رقم 2.18.71 صادر في 18 من شوال 143 بشأن النظام الأساسي لموظفي المجلس[5]

## إختصاصات ومهام المجلس

### تدبير الوضعية المهنية للقضاة
طبقا لأحكام الفقرة الأولى من الفصل 113 من الدستور، يسهر المجلس على تطبيق الضمانات الممنوحة للقضاة، ومن أجل ذلك يقوم بتدبير وضعيتهم المهنية وفق مبادئ تكافؤ الفرص والاستحقاق والكفاءة والشفافية والحياد والسعي نحو المناصفة، وكذا المعايير المنصوص عليها في القانون التنظيمي للمجلس الأعلى للسلطة القضائية، والشروط المحددة في القانون التنظيمي المتعلق بالنظام الأساسي للقضاة، تكون جميع المقررات المتعلقة بالوضعية المهنية للقضاة الصادرة عن المجلس أو رئيسه المنتدب معللة. و
يراعي المجلس عند تدبير الوضعية المهنية للقضاة مجموعة من المعايير العامة، كالمواصفات المحددة في مرجعية الوظائف والكفاءات الخاصة بالقضاة والمسؤولين القضائيين، التي يعدها المجلس؛ القدرات والمؤهلات المهنية للقاضي؛ السلوك المهني والالتزام بالقيم القضائية؛ الكفاءة العلمية والفكرية للقاضي؛التكوين التخصصي للقاضي؛ المشاركة الفعلية في دورات وبرامج التكوين المستمر؛ الاستقرار العائلي للقاضي وظروفه الاجتماعية؛ الحالة الصحية.

#### تعيين القضاة والمسؤولين القضائيين
يعين المجلس القضاة في السلك القضائي ويحدد مناصبهم القضائية. كما يعين المسؤولين القضائيين بمختلف محاكم الاستئناف ومحاكم أول درجة. تطبيقا لأحكام الفصل 57 من الدستور، يوافق الملك بظهير على تعيين القضاة في السلك القضائي. يوافق الملك بظهير كذلك على تعيين المسؤولين القضائيين لمختلف محاكم الاستئناف ومحاكم أول درجة.
معايير تعيين القضاة الجدد:
حاجيات المحاكم بعد البت في الترقيات وطلبات الانتقال؛ بطاقة التقييم التي تعدها المؤسسة المكلفة بتكوين القضاة؛ ترتيب القضاة حسب نتائج امتحان نهاية التكوين؛ الوضعية الاجتماعية للقاضي؛ الرغبات المبينة في الاستمارات المعبأة من قبل القضاة.
يعين القضاة في مهام المسؤولية المحددة في أحكام القانون التنظيمي المتعلق بالنظام الأساسي للقضاة، لمدة أربع (4) سنوات قابلة للتجديد مرة واحدة؛ غير أنه يمكن وضع حد لهذا التعيين قبل ذلك. كما يمكن تعيين المسؤولين القضائيين، بعد انتهاء المدة المشار إليها في الفقرة السابقة، في مهام المسؤولية بمحاكم أخرى غير تلك التي تولوا المسؤولية بها. تقوم الأمانة العامة للمجلس بإعداد لائحة مهام المسؤولية الشاغرة يتم الإعلان عنها بالمحاكم وبكل الوسائل المتاحة، وتتلقى طلبات ترشيح القضاة أو المسؤولين القضائيين بشأنها من قبلهم أو من قبل المسؤولين القضائيين.
تحدد بقرار للمجلس: لائحة مهام المسؤولية الشاغرة؛ الشروط التي يجب توفرها في المترشحين والمترشحات، ولا سيما الكفاءات والتجربة المهنية المطلوبة؛ أجل إيداع الترشيحات. ينظر المجلس في طلبات الترشيح لمهام المسؤولية الشاغرة وفق المعايير المنصوص عليها في المادة 72 بعده. يجري المجلس مقابلة مع المعنيين بالأمر يقدمون خلالها تصوراتهم حول كيفية النهوض بأعباء الإدارة القضائية. وفي حالة عدم اختيار أي مترشح أو عدم التوصل بأي ترشيح، يتولى المجلس تعيين المسؤولين القضائيين وفق نفس المعايير. يمكن للمجلس، نظرا لما تقتضيه المصلحة القضائية، تعيين مسؤول قضائي لتولي مهام مسؤولية قضائية أخرى من نفس المستوى.

#### معايير تعيين المسؤولين القضائيين أو تجديد تعيينهم
يراعى في تعيين المسؤولين القضائيين، المسار المهني للقاضي أو المسؤول القضائي؛ القدرة على تحمل المسؤولية؛ القدرة على التواصل والتأطير والمواكبة ؛القدرة على التنظيم والإشراف والمراقبة؛ القدرة على اتخاذ القرارات؛ المؤهلات في مجال الإدارة القضائية؛ الرغبات المعبر عنها من قبل المرشحين لمهام المسؤولية أو المسؤولين القضائيين. يراعي المجلس كذلك التقارير التي يعدها الوزير المكلف بالعدل حول مستوى أداء المسؤولين القضائيين بشأن الإشراف على التدبير والتسيير الإداري للمحاكم، بما لا يتنافى واستقلال السلطة القضائية. يمكن للمجلس أن يعين قضاة من الدرجة الثانية على الأقل، لمدة خمس سنوات، للقيام بمهام مستشارين مساعدين بمحكمة النقض.

#### ترقية القضاة
يهيئ المجلس لائحة الأهلية للترقية برسم السنة الجارية. لا يسجل بلائحة الأهلية للترقية لمدة يحددها النظام الداخلي للمجلس، القضاة الذين صدرت في حقهم عقوبة الإقصاء المؤقت عن العمل. وتنشر اللائحة بالمحاكم وبالموقع الإلكتروني للمجلس وبكل الوسائل المتاحة قبل متم شهر يناير من كل سنة.
يمكن للقضاة، عند الاقتضاء، أن يتقدموا إلى المجلس، داخل أجل خمسة (5) أيام من تاريخ النشر، بطلبات تصحيح اللائحة. يبت المجلس في هذه الطلبات داخل أجل خمسة (5) أيام من تاريخ توصله بها. يمكن الطعن في قرار المجلس برفض تصحيح لائحة الأهلية للترقي، أمام الغرفة الإدارية بمحكمة النقض خلال أجل سبعة (7) أيام من تاريخ تبليغه بكل الوسائل المتاحة. تبت الغرفة الإدارية بمحكمة النقض في الطلب داخل أجل خمسة عشر (15) يوما بقرار غير قابل لأي طعن
معايير الترقية
يراعي المجلس عند ترقية القضاة: الأقدمية في السلك القضائي والأقدمية في الدرجة؛ الحرص على إصدار الأحكام في أجل معقول؛ جودة المقررات القضائية ؛القدرة على التنظيم وحسن تدبير القضايا؛ الدراسة القبلية للملفات والسهر على تجهيزها؛ استعمال الوسائل التكنولوجية الحديثة؛ القدرة على التواصل؛القدرة على التأطير؛ الحرص على المواكبة والتتبع والمواظبة. علاوة على ذلك، يراعي المجلس على الخصوص بالنسبة لقضاة النيابة العامة: تنفيذ التوجهات العامة للسياسة الجنائية؛ تطبيق التعليمات الكتابية القانونية؛ جودة الملتمسات.

#### انتقال وانتداب القضاة
تقوم الأمانة العامة للمجلس بإعداد لائحة الخصاص بمختلف المحاكم، يتم نشرها بالمحاكم وبالموقع الإلكتروني للمجلس وبكل الوسائل المتاحة، وتتلقى طلبات القضاة بشأنها. تشعر الأمانة العامة للمجلس كل قاض بتوصلها بطلب انتقاله، كما تشعره بمآله. يراعي المجلس عند النظر في انتقال القضاة : حاجيات المحاكم؛رغبات القضاة المبينة في طلباتهم؛ القرب الجغرافي؛ الوضعية الاجتماعية للقاضي. يراعي المجلس، علاوة على ذلك، الشروط التي يحددها النظام الداخلي للمجلس للانتقال من محكمة إلى أخرى. لا يمكن انتداب القضاة إلا طبقا للشروط والمعايير المنصوص عليها في أحكام القانون التنظيمي المتعلق بالنظام الأساسي للقضاة.يبت المجلس داخل أجل خمسة عشر (15) يوما، مع مراعاة الفترة الفاصلة بين دورات المجلس، في التظلمات المرفوعة إليه من قبل القضاة المنتدبين طبقا لأحكام القانون التنظيمي المتعلق بالنظام الأساسي للقضاة.

#### إلحاق القضاة ووضعهم في حالة استيداع ورهن الإشارة
يبت الرئيس المنتدب للمجلس في الطلبات المتعلقة بإلحاق القضاة أو وضعهم في حالة استيداع أورهن الإشارة، بعد استشارة لجنة خاصة تتألف من الوكيل العام للملك لدى محكمة النقض إضافة إلى أربعة أعضاء يعينهم المجلس كالتالي: عضو من بين القضاة المنتخبين عن مختلف محاكم الاستئناف؛ عضو من بين القضاة المنتخبين عن محاكم أول درجة؛ عضوان من بين الأعضاء غير القضاة. باستثناء حالات الإلحاق بحكم القانون، لا يجوز إلحاق القضاة أو وضعهم رهن الإشارة، إلا للحاجيات الضرورية للمصلحة وبعد موافقة القضاة المعنيين وطبقا للحالات والشروط المنصوص عليها في القانون التنظيمي المتعلق بالنظام الأساسي للقضاة.
يشعر المجلس بجميع القرارات المتخذة طبقا لمقتضيات الفقرة الأولى أعلاه. يعين المجلس أو يقترح، حسب الحالة، كل قاض يدعى لرئاسة هيئة أو لجنة أو لشغل منصب عضو بها، أو للقيام بأي مهمة مؤقتة أو دائمة لديها، وذلك طبقا للنصوص التشريعية والتنظيمية الجاري بها العمل. يعين المجلس أو يقترح، حسب الحالة، كل قاض يدعى لرئاسة هيئة أو لجنة أو لشغل منصب عضو بها، أو للقيام بأي مهمة مؤقتة أو دائمة لديها، وذلك طبقا للنصوص التشريعية والتنظيمية الجاري بها العمل.

#### استقالة القضاة وإحالتهم إلى التقاعد
تودع طلبات الاستقالة التي يتقدم بها القضاة لدى الأمانة العامة للمجلس مقابل وصل ثابت التاريخ، وتعرض على المجلس للبت فيها في أجل أقصاه ستون (60) يوما ولا تدخل في احتساب الأجل المدة الفاصلة بين دورات المجلس. في حالة عدم البت في الأجل المذكور أعلاه، تعتبر الاستقالة مقبولة. يقوم الرئيس المنتدب للمجلس قبل متم شهر مارس من كل سنة بإعداد لائحة القضاة الذين سيبلغون حد سن التقاعد أو ينهون فترة التمديد خلال السنة الموالية، ويشعر القضاة المعنيين بذلك. يمكن للقضاة المعنيين أن يتقدموا، عند الاقتضاء، إلى الرئيس المنتدب للمجلس بطلبات تصحيح وضعيتهم. يراعي المجلس، على الخصوص، عند النظر في تمديد حد سن تقاعد القضاة أو تجديده المصلحة القضائية؛ الأداء المهني للقاضي وخاصة خلال الخمس (5) سنوات السابقة لبلوغه حد سن التقاعد؛ القدرة الصحية للقاضي؛ موافقة المعني بالأمر.

#### تأديب القضاة
يختص المجلس بالنظر فيما قد ينسب إلى القاضي من إخلال كما هو منصوص عليه في القانون التنظيمي المتعلق بالنظام الأساسي للقضاة. يتلقى الرئيس المنتدب للمجلس ما قد ينسب إلى القاضي من إخلال يمكن أن يكون محل متابعة تأديبية. يحدد النظام الداخلي للمجلس كيفية تدبير ومعالجة التظلمات والشكايات.
لا تتم المتابعة التأديبية إلا بعد إجراء الأبحاث والتحريات الضرورية. طبقا لأحكام الفقرة الثالثة من الفصل 116 من الدستور، يساعد المجلس الأعلى للسلطة القضائية في المادة التأديبية، قضاة مفتشون من ذوي الخبرة. يتولى القضاة المفتشون، تحت إشراف المفتش العام للشؤون القضائية، إجراء الأبحاث والتحريات.
تم يعرض الرئيس المنتدب للمجلس نتائج الأبحاث والتحريات المنجزة على أنظار المجلس الذي يقرر على إثر ذلك إما الحفظ أو تعيين قاض مقرر تفوق درجته أو توازي درجة القاضي المعني مع مراعاة الأقدمية في السلك القضائي. يبلغ الرئيس المنتدب للمجلس القاضي المعني ما نسب إليه من إخلال وباسم القاضي المقرر في قضيته. يحق للقاضي المعني عند الاقتضاء تجريح القاضي المقرر أمام المجلس، ويترتب على ذلك إيقاف كافة الإجراءات إلى حين بت المجلس في طلب التجريح. يقوم القاضي المقرر بإجراء كافة الأبحاث والتحريات الضرورية، بما في ذلك الاستماع إلى القاضي المعني ولكل من يرى فائدة في الاستماع إليه.
يجب على القاضي المقرر استدعاء القاضي المعني قصد الاستماع إليه، ويجب أن يتضمن الاستدعاء بيان اليوم والساعة ومحل انعقاد جلسة الاستماع والإخلال المنسوب إليه والمواد القانونية المطبقة بشأنه، على ألا تقل المدة الفاصلة بين تاريخ التوصل بالاستدعاء وتاريخ انعقاد الجلسة عن سبعة (7) أيام. يخول للقاضي المعني الحق في الاطلاع على كافة الوثائق وأخذ نسخة منها قبل تاريخ الاستماع إليه بثلاثة (3) أيام على الأقل. يحق للقاضي المعني التزام الصمت عند الاستماع إليه. للقاضي المعني الحق في أخذ نسخة من محضر الاستماع إليه فور التوقيع عليه. ينجز القاضي المقرر تقريرا مفصلا يودعه بالأمانة العامة للمجلس، يتضمن عند الاقتضاء الإشارة إلى تخلف القاضي المعني دون عذر مقبول رغم توصله بكيفية قانونية.
يتخذ المجلس، بعد اطلاعه على تقرير القاضي المقرر، مقررا بالحفظ أو إحالة القاضي المعني إلى المجلس إذا تبين له جدية ما نسب إليه. يتم إشعار القاضي المعني بالقرار المتخذ، يمكن للرئيس المنتدب للمجلس، بعد استشارة اللجنة المذكورة في المادة 79 ، توقيف القاضي المعني مؤقتا عن مزاولة مهامه إذا توبع جنائيا أو ارتكب خطأ جسيما طبقا لأحكام القانون التنظيمي المتعلق بالنظام الأساسي للقضاة. ينص قرار توقيف القاضي مؤقتا على ما إذا كان المعني بالأمر يحتفظ بأجره طيلة مدة توقيفه، أو يحدد القدر الذي سيقتطع له منه باستثناء التعويضات العائلية التي يتقاضاها بأكملها. يتم إشعار المجلس عند أول اجتماع له بما اتخذ من إجراءات قصد اتخاذ ما يراه ملائما. يتضمن ملف المتابعة التأديبية كل الوثائق المتعلقة بالأفعال المنسوبة للقاضي المتابع، بما فيها تقرير المقرر.
يمكن للقاضي المتابع أن يؤازر بأحد زملائه القضاة أو بمحام. للقاضي المعني أو من يؤازره حق الاطلاع على كل الوثائق المتعلقة بالملف وأخذ نسخة منها، بعد إيداع المقرر لتقريره. يستدعى القاضي المتابع قبل سبعة (7) أيام على الأقل، من تاريخ اجتماع المجلس للنظر في قضيته، ويجب أن يتضمن الاستدعاء البيانات المشار إليها في الفقرة الرابعة من المادة 89 . إذا تخلف القاضي دون عذر مقبول، رغم توصله بكيفية قانونية، يتم البت في غيابه. يعرض القاضي المقرر تقريره بحضور القاضي المتابع ومن يؤازره. يقدم القاضي المعني توضيحاته ووسائل دفاعه بشأن الأفعال المنسوبة إليه، وللرئيس وأعضاء المجلس أن يوجهوا مباشرة إلى المقرر والقاضي المتابع الأسئلة التي يرونها مفيدة. كما يمكن لدفاع القاضي المتابع أن يوجه الأسئلة التي يراها مفيدة بواسطة الرئيس أو بإذن منه.
يتم البت في الملفات التأديبية داخل أجل أقصاه أربعة (4) أشهر من تاريخ تبليغ قرار الإحالة إلى القاضي المعني، غير أنه يمكن للمجلس، بموجب قرار معلل، تمديد هذا الأجل مرة واحدة ولنفس المدة. لا يسري هذا الأجل على القضاة المتابعين جنائيا إلا بعد صدور حكم حائز لقوة الشيء المقضي به.
إذا لم يبت المجلس في وضعية القاضي الموقوف داخل أجل أربعة (4) أشهر من يوم تنفيذ قرار التوقيف، يرجع إلى عمله وتسوى وضعيته المالية والإدارية، ما لم يكن موضوع متابعة جنائية. يمكن للمجلس أن يأمر بإجراء بحث تكميلي بواسطة نفس المقرر أو قاض مقرر آخر من درجة تفوق أو توازي درجة القاضي المعني.
المادة 100. تتقادم المتابعة التأديبية بمرور خمس سنوات ابتداء من تاريخ ارتكاب الفعل موضوع المتابعة؛ بتقادم الدعوى العمومية إذا كان الفعل المرتكب يشكل عملا جرميا. ينقطع أمد التقادم بكل إجراء من إجراءات التفتيش أو البحث الذي يقوم به القاضي المقرر.

### حماية استقلال القاضي
يسهر المجلس على ضمان احترام القيم القضائية والتشبث بها وإشاعة ثقافة النزاهة والتخليق بما يعزز استقلال القضاء، ويتخذ لأجل ذلك كل الإجراءات التي يراها مناسبة.
تطبيقا لأحكام الفقرة الثانية من الفصل 109 من الدستور، يجب على كل قاض اعتبر أن استقلاله مهدد، أن يحيل الأمر إلى المجلس بواسطة تقرير يودعه مباشرة بالأمانة العامة للمجلس أو يوجهه إليها بكل الوسائل المتاحة.
يتلقى المجلس الإحالات المقدمة إليه من القضاة تطبيقا للمادة السابقة كلما تعلق الأمر بمحاولة التأثير على القاضي بكيفية غير مشروعة، ويقوم عند الاقتضاء بالأبحاث والتحريات اللازمة، بما في ذلك الاستماع إلى القاضي المعني وإلى كل من يرى فائدة في الاستماع إليه. يتخذ المجلس الإجراء المناسب أو يحيل الأمر عند الاقتضاء على النيابة العامة إذا ظهر له أن الفعل يكتسي طابعا جرميا. يضع المجلس، بعد استشارة الجمعيات المهنية للقضاة، مدونة للأخلاقيات القضائية تتضمن القيم والمبادئ والقواعد التي يتعين على القضاة الالتزام بها أثناء ممارستهم لمهامهم ومسؤولياتهم القضائية، وذلك من أجل: الحفاظ على استقلالية القضاة وتمكينهم من ممارسة مهامهم بكل نزاهة وتجرد ومسؤولية؛ صيانة هيبة الهيئة القضائية التي ينتسبون إليها والتقيد بالأخلاقيات النبيلة للعمل القضائي والالتزام بحسن تطبيق قواعد سير العدالة؛ حماية حقوق المتقاضين وسائر مرتفقي القضاء والسهر على حسن معاملتهم في إطار الاحترام التام للقانون؛ تأمين استمرارية مرفق القضاء والعمل على ضمان حسن سيره؛ يشكل المجلس، طبقا لمقتضيات المادة 52 من هذا القانون التنظيمي، لجنة للأخلاقيات القضائية تسهر على تتبع ومراقبة التزام القضاة بالمدونة المذكورة. يكلف الرئيس المنتدب للمجلس بتتبع ثروة القضاة. يحق له دائما، بعد موافقة أعضاء المجلس، أن يقدر ثروة القضاة وأزواجهم وأولادهم بواسطة التفتيش. يمكن أن يكون موضوع متابعة تأديبية كل قاض ثبتت زيادة ممتلكاته، خلال فترة ممارسة مهامه، زيادة ملحوظة لا يستطيع تبريرها بصورة معقولة

### وضع التقارير واصدار التوصيات والاراء
طبقا لأحكام الفقرة الثانية من الفصل 113 من الدستور، يضع المجلس الأعلى للسلطة القضائية، بمبادرة منه، تقارير حول وضعية القضاء ومنظومة العدالة، ويصدر التوصيات الملائمة بشأنها تتضمن هذه التقارير، بصفة خاصة، المقترحات الرامية إلى: دعم حقوق المتقاضين والسهر على حسن تطبيق قواعد سير العدالة؛ تحسين أداء القضاة؛ دعم نزاهة واستقلال القضاء؛ الرفع من النجاعة القضائية؛ تأهيل الموارد البشرية؛ تحسين الأوضاع المادية والاجتماعية للقضاة.
كما، يرفع المجلس للملك تقريرا سنويا حول حصيلة عمله وآفاقه المستقبلية. تحال نسخة من هذا التقرير إلى رئيس الحكومة قبل نشره بالجريدة الرسمية.
يتلقى المجلس تقارير حول وضعية القضاء ومنظومة العدالة، ولا سيما تقارير كل من: الرئيس الأول لمحكمة النقض والوكيل العام للملك لديها، كل في مجال اختصاصاته، الوكيل العام للملك لدى محكمة النقض بصفته رئيسا للنيابة العامة حول تنفيذ السياسة الجنائية وسير النيابة العامة، قبل عرضه ومناقشته أمام اللجنتين المكلفتين بالتشريع بمجلسي البرلمان؛ الوزير المكلف بالعدل حول سير وأداء الإدارة القضائية، وحصيلة منجزاتها وبرامج عملها، وكذا وضعيات المهن القضائية ؛المفتشية العامة للشؤون القضائية؛ مؤسسات وهيئات حماية الحقوق والحريات والحكامة الجيدة المنصوص عليها في الدستور؛ الجمعيات المهنية للقضاة؛ ـ جمعيات المجتمع المدني والمنظمات غير الحكومية المهتمة بقضايا العدالة والمؤسسة بكيفية قانونية منذ ثلاث (3) سنوات على الأقل. يتعين على الجهات المختصة موافاة المجلس بالمعلومات والمعطيات والوثائق التي من شأنها مساعدته على أداء مهامه، إذا طلب منها ذلك. يصدر المجلس، بطلب من الملك أو الحكومة أو أحد مجلسي البرلمان، آراء مفصلة حول كل مسألة تتعلق بالعدالة مع مراعاة فصل السلط، ولا سيما مشاريع ومقترحات القوانين المتعلقة بوضعية القضاء ومنظومة العدالة؛ استراتيجيات وبرامج الإصلاح، في مجال العدالة، التي تحيلها الحكومة إليه. يدلي المجلس برأيه، خلال مدة لا تتجاوز ستين (60) يوما تسري ابتداء من تاريخ توصله، وتقلص هذه المدة إلى عشرين (20) يوما، إذا أثيرت حالة الاستعجال ودواعيها في رسالة الإحالة الموجهة إليه. يمكن للمجلس، بصفة استثنائية، أن يطلب تمديد الأجلين المذكورين إذا تعذر عليه إبداء رأيه خلالهما. يقوم رئيس الحكومة ورئيس مجلس النواب ورئيس مجلس المستشارين بإخبار المجلس بمآل الآراء التي أدلى بها.
يمكن للمجلس أن يقيم، في مجال اختصاصه، علاقات تعاون وشراكة مع المؤسسات الأجنبية المماثلة وكذا الهيئات الأجنبية المهتمة بقضايا العدالة من أجل تبادل المعارف والتجارب ونقل الخبرات، وذلك بالتنسيق مع السلطة الحكومية المكلفة بالشؤون الخارجية والتعاون وإشعار الوزارة المكلفة بالعدل بذلك.